# Canan Perver
Canan Perver (3 de febrero de 1957, Estambul, Turquía) es una actriz turca, conocida por su papel de Gül en la película Seytan (1974), un remake de la película El Exorcista (1973).

## Filmografía

### Cine
- Seytan (1974)
- Aybiçe Kurt Kiz (1976)
- Cemil Donuyor (1977)
- Kara Murat Devler Savasiyor (1978)

### Series
- "Sirilsiklam" (1998)
- "Yaz Gülü" (2002)

- Datos: Q5746985